# Erlaufsee

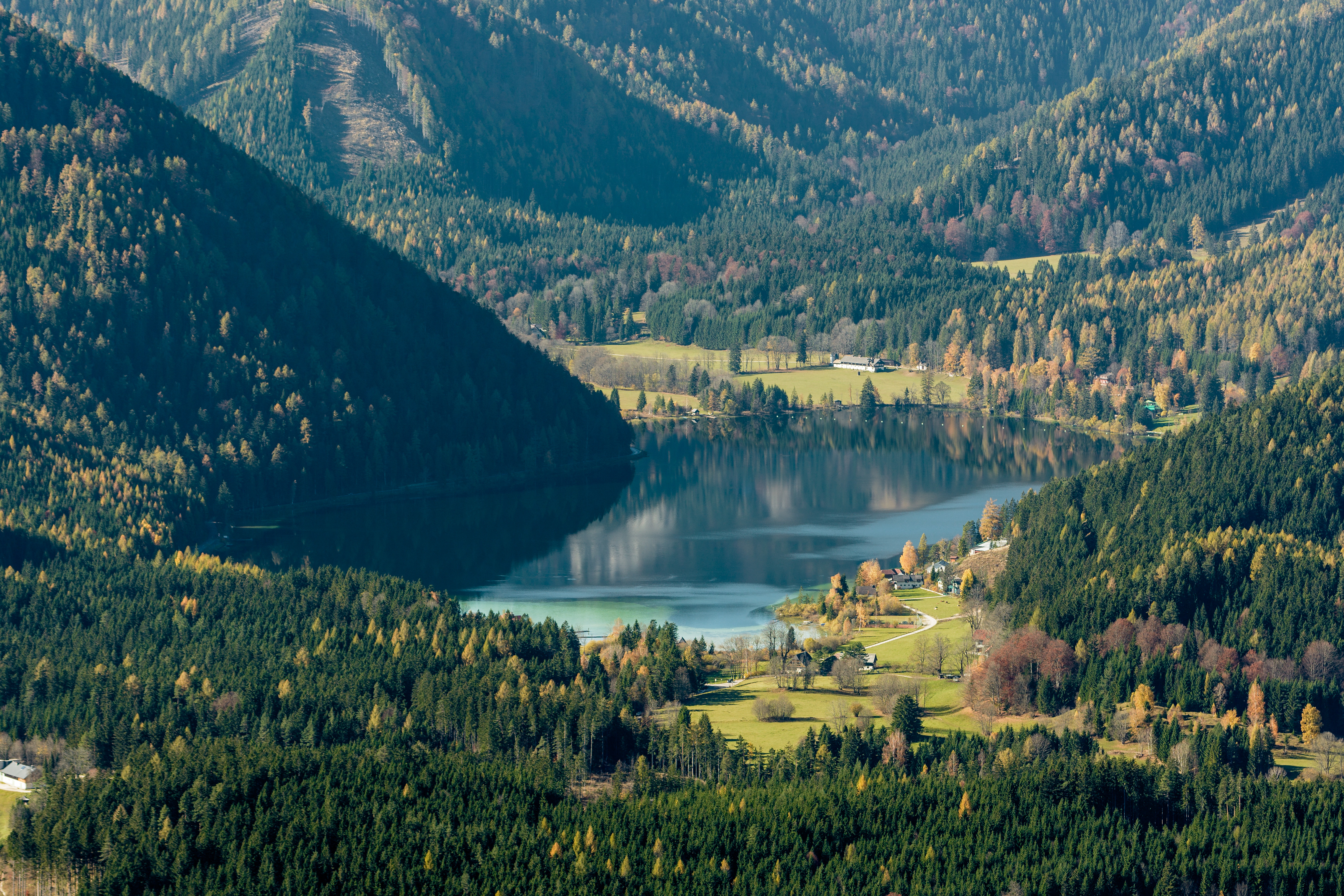
Erlaufsee von Bürgeralpe aus gesehen

Der Erlaufsee (früher auch Erlafsee) ist ein Bergsee am Fuße der Gemeindealpe unweit der Ortschaft Mitterbach am Erlaufsee. Durch den See verläuft die Grenze zwischen Niederösterreich und der Steiermark. Er liegt an der Zellerrain Straße von Mariazell nach Lunz am See. In den Sommermonaten kann man den See von Mariazell aus mit der Museumstramway Mariazell–Erlaufsee erreichen, die mit historischen Dampfstraßenbahn-Garnituren betrieben wird. Er besitzt einen Naturbadestrand am Südufer (Kies). Durch den See fließt die Erlauf. Der große Fischreichtum des Sees umfasst Barsch, Hecht, Saibling, Rotfeder, Bach- und Regenbogenforelle.
Am Ufer befindet sich ein Restaurant, eine Jausenstation, ein Campingplatz, ein Bootsverleih und eine Tauchschule. Am See werden auch Rundfahrten mit Ausflugsbooten angeboten.
Der Erlaufsee ist nicht mit dem etwa 4,5 km entfernten, flussabwärts der Erlauf liegenden Erlaufstausee zu verwechseln.

## Tauchen im See
Der Erlaufsee ist ein beliebtes Gewässer für Taucher, da er recht klare Sicht und eine reizvolle Landschaft bietet. Der See ist nach dem Neufelder See besonders für Taucher aus dem Großraum Wien interessant, da er von dort aus innerhalb von ca. ein bis zwei Stunden erreicht werden kann. Die Tauchzone erstreckt sich nur über einen kleineren Teil des westlichen Ufers und ist durch zwei Tafeln gekennzeichnet. Interessant sind vor allem überflutete Bäume und die zahlreichen Fische, z. B. große Hechte. Der Pflanzenwuchs ist spärlich und der Seeboden ist meist verschlammt und lehmig. Tauchen im Erlaufsee ist bereits Bergseetauchen, daher muss eine Korrektur der Nullzeit erfolgen und die Auftauchgeschwindigkeit angepasst werden. Genehmigungen zum Nacht- und Eistauchen sind vom Besitzer des Sees, der Österreichischen Bundesforste AG, einzuholen. Unterwasser-Fortbewegungsmittel wie etwa Aquascooter sind verboten.

## Verkehrserschließung
Seit den 1990er-Jahren ist der Erlaufsee durch die Museumstramway Mariazell–Erlaufsee mit dem Bahnhof von Mariazell verbunden. Derzeit (2013) wird an der Verlängerung dieser Museumsbahn bis ins Zentrum von Mariazell gearbeitet. Der Betreiber der Museumsbahn bereitet derzeit zudem auch einen nostalgischen Schifffahrtsbetrieb am Erlaufsee vor, der Ende Juni in Betrieb genommen wurde.

## Der Erlaufsee im Spiegel der Kunst
Im September des Jahres 1817 vertonte Franz Schubert das Gedicht Erlafsee (D 586, op. 8, Nr. 3) seines Freundes Johann Baptist Mayrhofer. 
Es war das erste Lied, welches Schubert zum Druck gegeben hat. Die hier wiedergegebenen Zeilen zeigen das Gedicht in seiner ursprünglichen Form mit 36 Zeilen, originaler Orthographie, Interpunktion und Einrückung. Schubert hat für seine Vertonung hiervon allerdings nur 14 Zeilen verwendet.
Mir ist so wohl, so weh

Am stillen Erlafsee.

Heilig Schweigen

In Fichtenzweigen.

Regungslos

Der dunkle Schooß;

Nur der Wolken Schatten flieh'n

Ueberm glatten Spiegel hin.

Feenbild, was willst du mir,

So umschwebst du mich auch hier?

Weiche aus dem Land der Hirten.

Hier gedeihen keine Myrthen;

Schilfgras nur und Tannenwucht

Kränzen diese stille Bucht.

Frische Winde

Kräuseln linde

Das Gewässer;

Und der Sonne

Güldne Krone

Flimmert blässer.

Ach, weiche nicht, du süßes Bild!

Der Wellendrang ist bald gestillt,

Und glatter See, und Lüfte lau,

Erheitern dich, du Wunderfrau.

Des Sees Rand

Umschlingt ein Band,

Aus lichtem Grün gewunden;

Es ist der Fluß,

Der teiben muß

Die Sägemühlen unten.

Unwillig krümmt er sich am Steg

Von seiner schönen Mutter weg,

Und fließt zu fernen Gründen.

Wirst, Liebe! auch mit holder Hand,

Des Sängers ernstes Felsenland,

Mit Blüthenroth umwinden?

## Fotografien

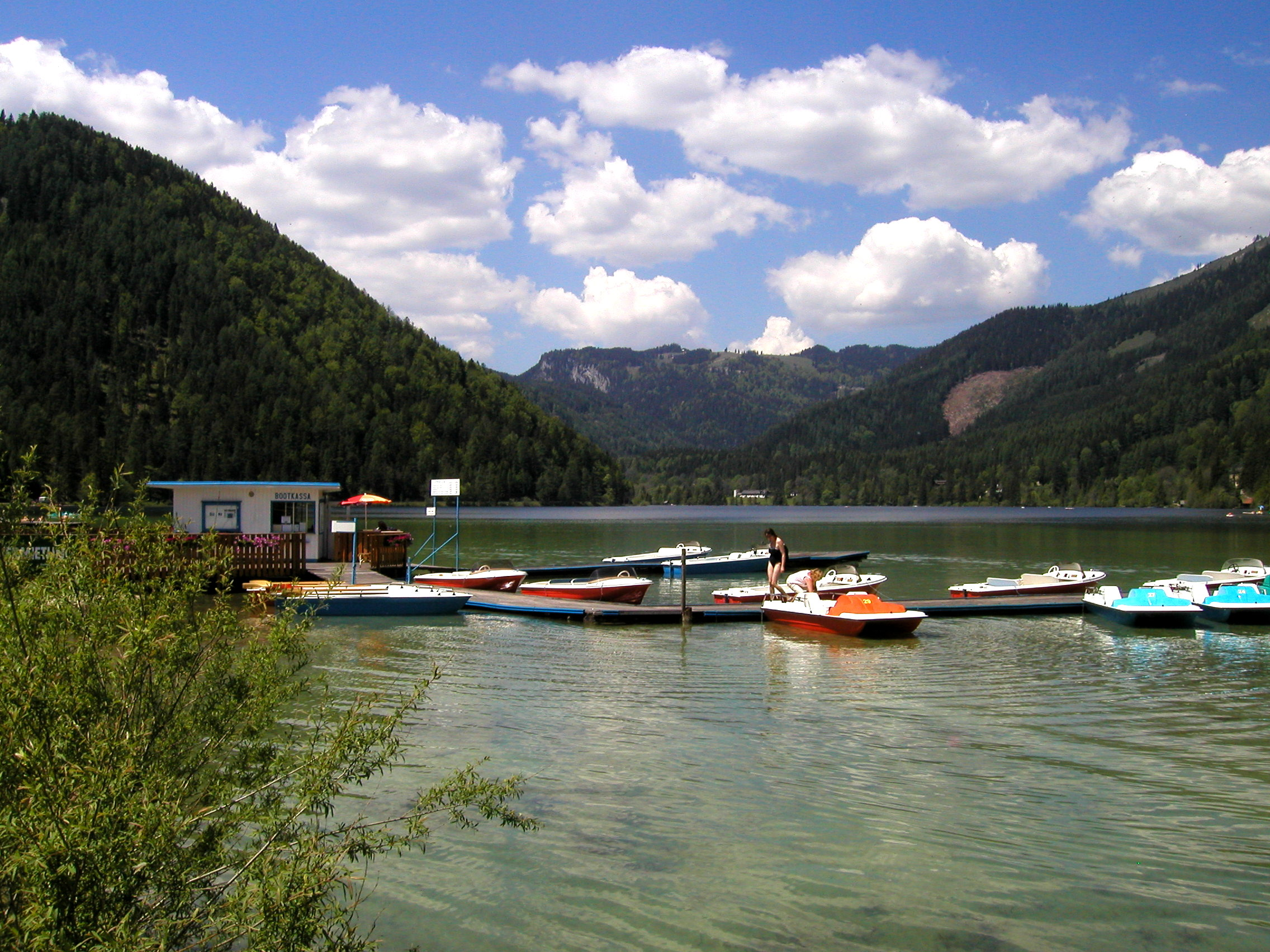
Erlaufsee, Blick nach Westen
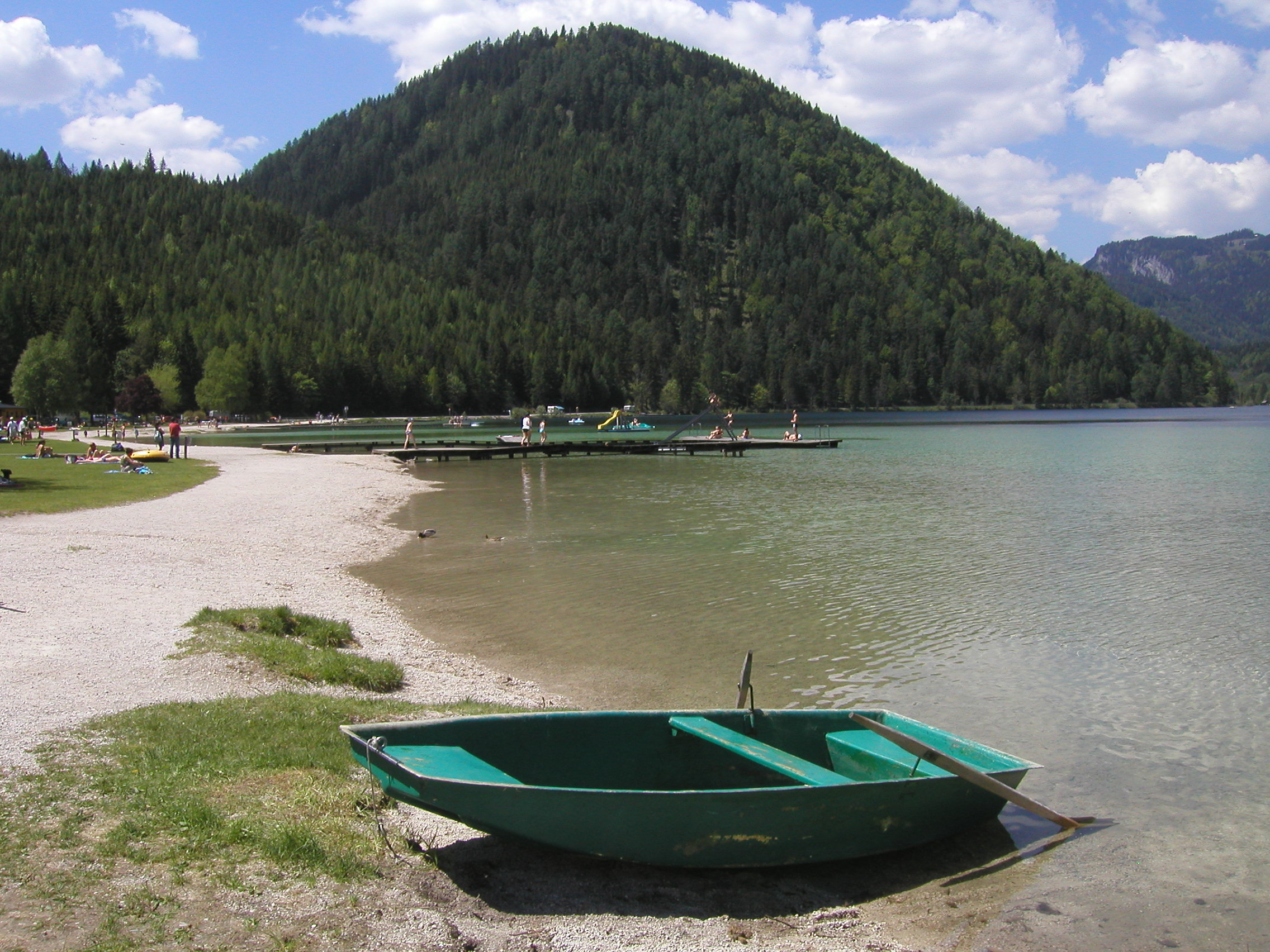
Erlaufsee, Badestrand
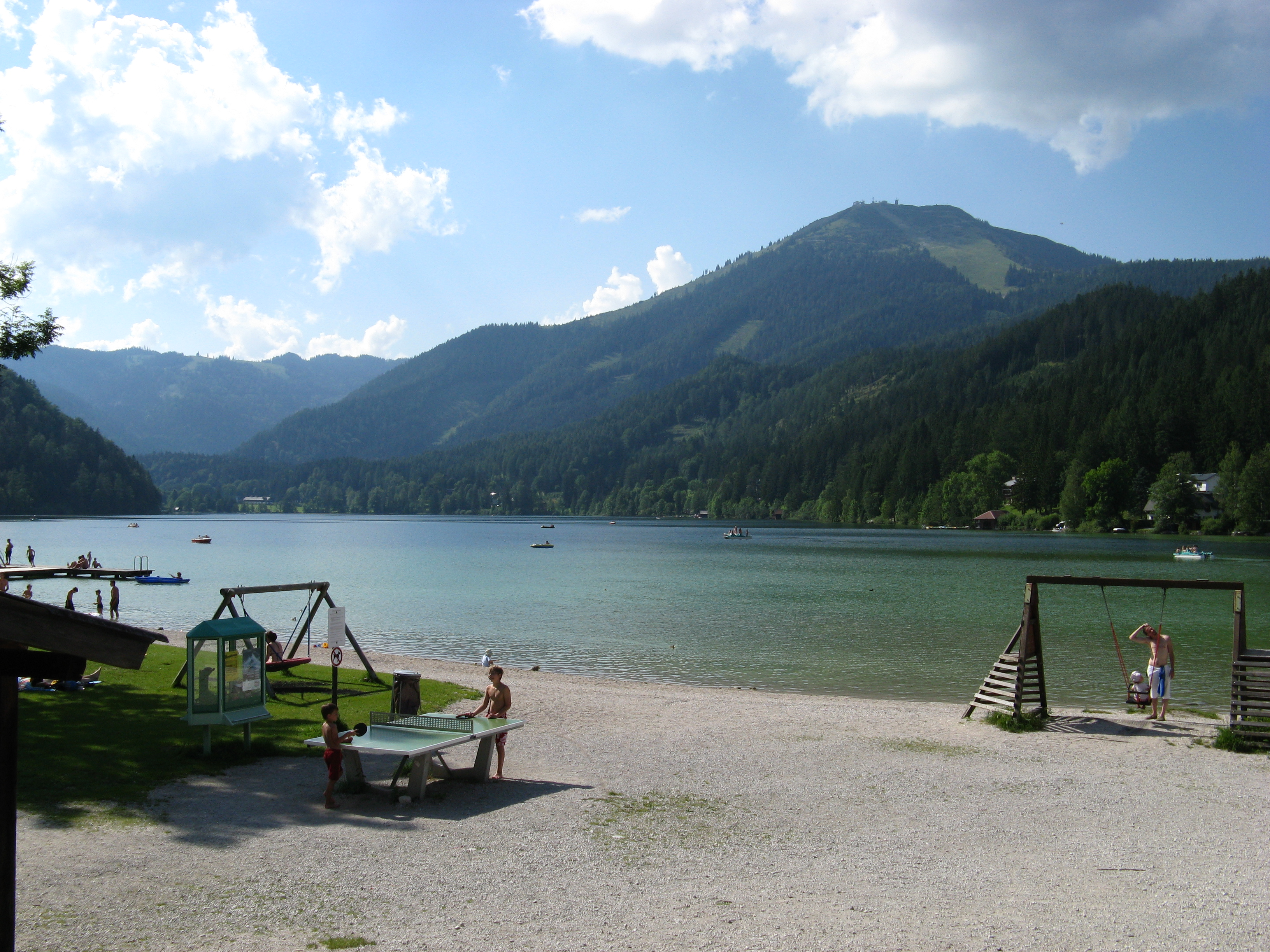
Erlaufsee, Blick auf die Gemeindealpe
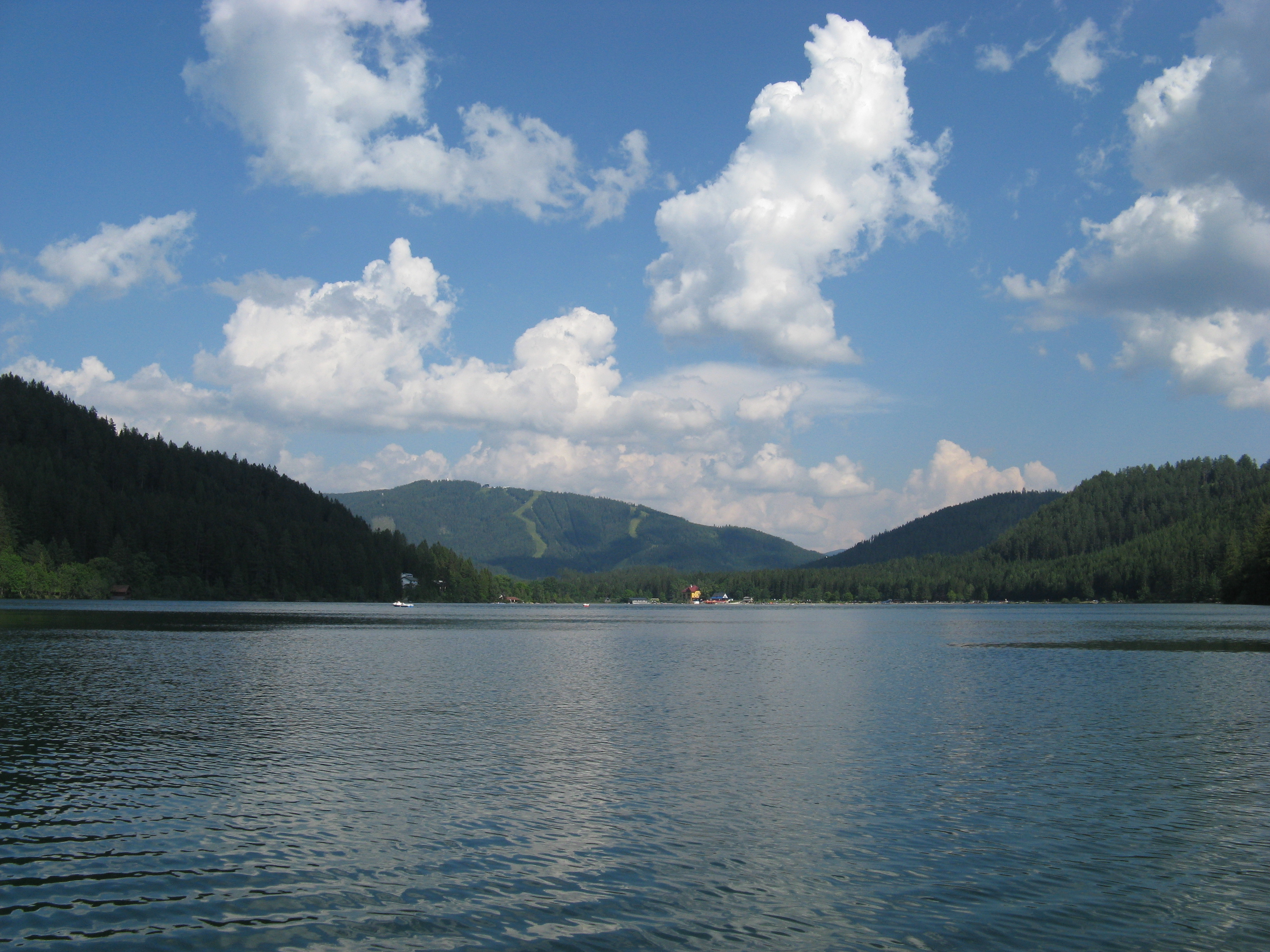
Erlaufsee, Blick in Richtung Badestrand